# Adolph Schöninger
Adolph Schöninger (* 20. Januar 1833 in Weil der Stadt; † 13. Dezember 1900 in Los Angeles) war ein deutscher Unternehmer und Fahrradhersteller in Chicago.

## Werdegang
Adolph Schöninger wurde 1833 im Haus zur Schönfärb (heute Spitalgasse 1)  in der Weiler Spittlvorstadt geboren.
Nach dem Schulbesuch absolvierte Schöninger eine kaufmännische Lehre und wanderte schließlich mit seinem jüngeren Bruder Joseph in die Vereinigten Staaten aus, wo er sich zunächst in Philadelphia und später in Chicago niederließ. Nachdem er dort eine kleine Möbelfertigung betrieb, übernahm er 1866 die in finanzielle Schieflage geratene Western Toys Company, die neben Spielzeug auch Kinderwagen herstellte. Schöninger verlagerte die Produktion auf die Fertigung von Fahrrädern und benannte die Firma in Western Wheel Works um. Als er beim Großen Brand von Chicago einen Großteil seiner Firma verloren hatte, schaffte er mit Hilfe europäischer Geldgeber den Wiederaufbau.
Ähnlich wie später Henry Ford konnte Schöninger durch rationelle Fertigung die Kosten für seine Fahrradmodelle drastisch senken; unter anderem führte er Ziehpressen für Formteile ein. Um 1894 produzierten die Western Wheel Works unter dem Markennamen Crescent über 50.000 Fahrräder jährlich und waren mit 1.500 Mitarbeitern einer der größten Fahrradhersteller der Welt.
Nachdem er das Unternehmen 1893 an seine beiden Schwiegersöhne übertragen hatte, gründete er 1893 die Home Rattan Company, um Kinderwagen und -möbel, vornehmlich aus Holz, herzustellen.

## Privatleben
Am 8. August 1857 heiratete Adolph Schöninger die deutschstämmige Augusta Riehmann aus Philadelphia, mit der er drei Kinder, einen Sohn und zwei Töchter, hatte. Der Sohn und eine Tochter verstarben noch zu seinen Lebzeiten. Schöninger starb während eines Aufenthalts in Los Angeles an einem Lungenleiden.